# Juli 1978
Portal Geschichte | Portal Biografien | Aktuelle Ereignisse | Jahreskalender | Tagesartikel

◄ |
19. Jahrhundert |
20. Jahrhundert
| 21. Jahrhundert

◄ |
1940er |
1950er |
1960er |
1970er
| 1980er | 1990er | 2000er | ►

◄ |
1974 |
1975 |
1976 |
1977 |
1978
| 1979 | 1980 | 1981 | 1982 | ►

◄ |
April 1978 |
Mai 1978 |
Juni 1978 |
Juli 1978 |
August 1978 |
September 1978 |
Oktober 1978 |
►
Dieser Artikel behandelt aktuelle Nachrichten und Ereignisse im Juli 1978.

## Tagesgeschehen

### Samstag, 1. Juli 1978
- Bonn/Deutschland: Die Bundesrepublik übernimmt von Dänemark den Vorsitz im Rat der Europäischen Union. Das Amt des Regierungschefs der EWG erhält Helmut Schmidt.[1]

### Freitag, 7. Juli 1978

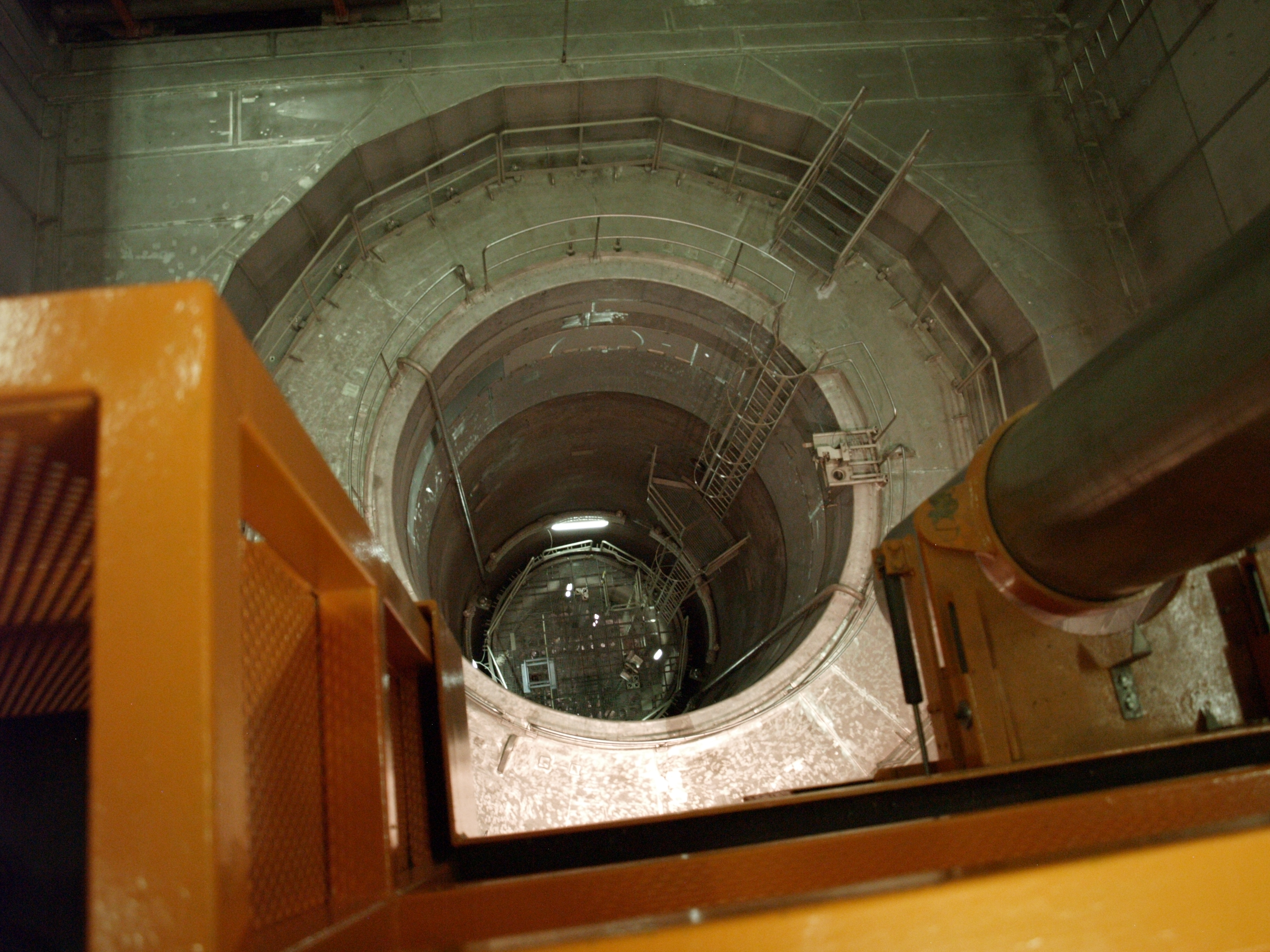
Reaktor des KKW Zwentendorf

- Bremen/Deutschland: Der Europäische Rat beschließt für die neun Mitgliedstaaten der Europäischen Wirtschaftsgemeinschaft ein gemeinsames Währungssystem als Voraussetzung für eine spätere gemeinsame Währung. Ohne die Risiken durch dynamische Wechselkurse soll der zwischenstaatliche Handel aufblühen.[2]
- London/Vereinigtes Königreich: Die in den USA lebende Tschechoslowakin Martina Navrátilová gewinnt das Damen-Einzel-Turnier der Wimbledon Championships im Tennis gegen die Amerikanerin Chris Evert.[3]
- Wien/Österreich: Der Nationalrat beschließt die friedliche Nutzung der Kernenergie in Österreich. Die Gegner der Atomkraft betonen anschließend, dass sie alle verbleibenden legalen Mittel ausschöpfen werden, um den Betrieb des neuerbauten Kernkraftwerks Zwentendorf dennoch zu verhindern.[4]

### Samstag, 8. Juli 1978
- London/Vereinigtes Königreich: Björn Borg aus Schweden gewinnt das Herren-Einzel-Turnier der Wimbledon Championships im Tennis gegen Jimmy Connors aus den USA in drei Sätzen.[5]

### Sonntag, 9. Juli 1978

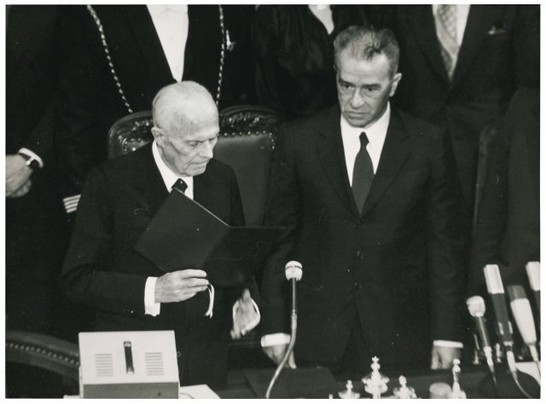
Die Vereidigung Alessandro Pertinis (links)

- Rom/Italien: In einer tiefen Staatskrise in Folge der Ermordung des Vorsitzenden der Partei Christliche Demokratie Aldo Moro wird der im Zweiten Weltkrieg von der deutschen SS zum Tode verurteilte Sozialist Alessandro Pertini im Alter von 81 Jahren als neuer Präsident der Italienischen Republik vereidigt.[6]

### Montag, 10. Juli 1978
- Nouakchott/Mauretanien: Im Konflikt um die Westsahara, in den neben Mauretanien auch Algerien, Frankreich, Marokko und die bewaffneten Kämpfer der Volksfront zur Befreiung von Saguia el Hamra und Río de Oro involviert sind, ereignet sich in Mauretanien ein Putsch der Streitkräfte unter Leitung von Mustafa Ould Salek. Der seit 17 Jahren regierende Präsident Moktar Ould Daddah, bekannt für Frankreich-freundliche Politik, wird festgenommen. Das Militär äußert sich noch nicht einheitlich über die eigenen Regierungspläne.[7]

### Dienstag, 11. Juli 1978

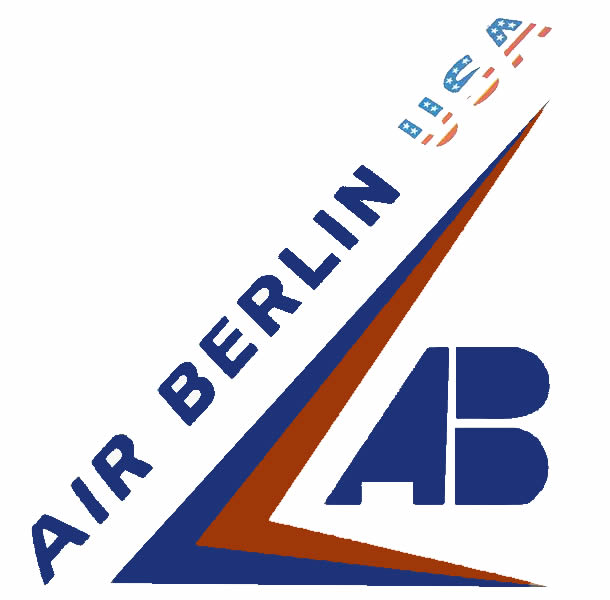
Air-Berlin-USA-Logo

- Miami/Vereinigte Staaten: Die Fluggesellschaft Air Berlin USA nimmt den Geschäftsbetrieb auf, um Passagier-Flugverbindungen in den Westteil Berlins anbieten zu können. Die Flughäfen Berlin-Tegel und Berlin-Tempelhof unterliegen dem Viermächteabkommen und dürfen von deutschen Fluggesellschaften nicht im Linienverkehr angeflogen werden.[8]

### Freitag, 14. Juli 1978

Staatsbankett für Jimmy Carter

- Brühl/Deutschland: Die Bundesrepublik richtet im Schloss Augustusburg zwei Tage vor Beginn des Gipfels der Gruppe der Sieben ein Staatsbankett für US-Präsident Jimmy Carter aus. Am Folgetag will der Präsident das Luftbrückendenkmal in West-Berlin besuchen.[9]

### Sonntag, 16. Juli 1978

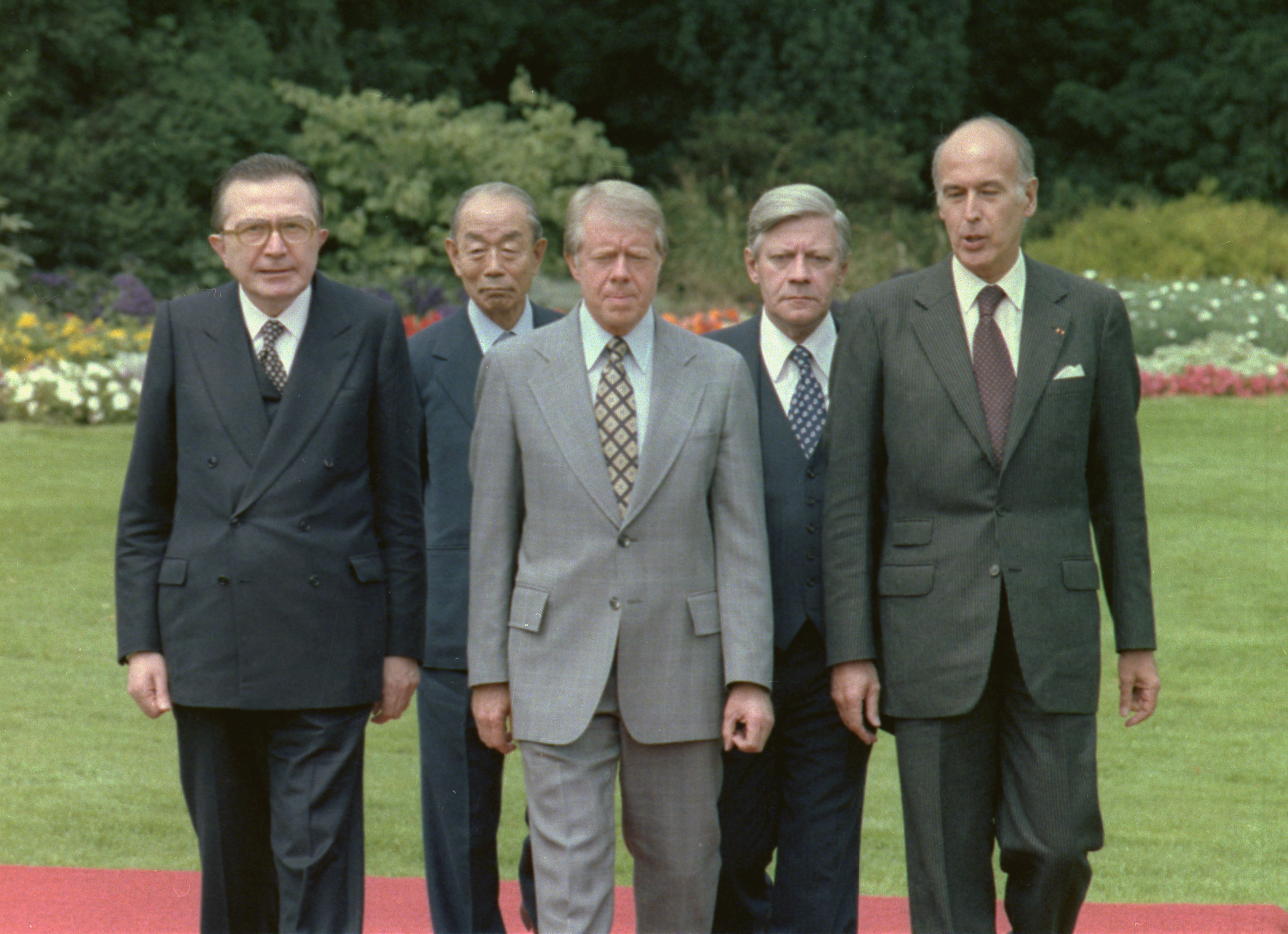
Andreotti (Italien), Fukuda (Japan), Carter (USA), Schmidt (Deutschland) und d’Estaing (Frankreich) in Bonn

- Bonn/Deutschland: Die Gruppe der Sieben trifft sich erstmals in der Bundesrepublik. Die Staatschefs von Deutschland, Frankreich, Italien, Japan, Kanada, der Vereinigten Staaten, des Vereinigten Königreichs sowie der Präsident der Europäischen Kommission bemühen sich um gemeinsame Initiativen zur Ankurbelung der weltweiten Konjunktur.[10]

### Montag, 17. Juli 1978

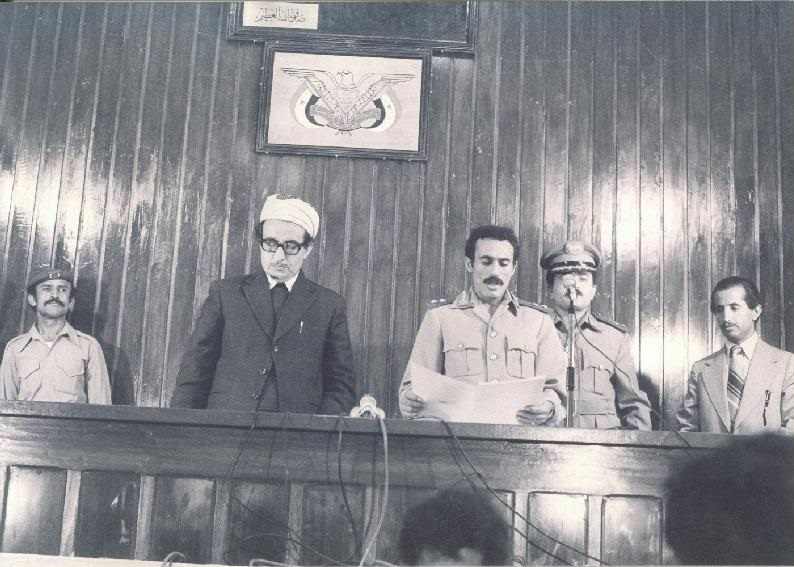
Mitte rechts: Ali Abdullah Salih

- Bonn/Deutschland: Der vierte Gipfel der Gruppe der Sieben endet mit der „Erklärung von Bonn“, in der sich die beteiligten Nationen u. a. zur Verringerung ihrer Abhängigkeit von eingeführtem Erdöl verpflichten.[11]
- Sanaa/Jemenitische AR: Im Nordjemen übernimmt Ali Abdullah Salih das Amt des Staatspräsidenten. Seine Vorgänger schafften es nicht, die Spannungen im Land und zu den Nachbarn zu lösen.[12]

### Freitag, 21. Juli 1978
- Bonn/Deutschland: Das Bundesministerium für Verkehr genehmigt den Bau der Eisenbahn-Schnellfahrstrecke Hannover–Würzburg zwischen Rethen und Kassel sowie zwischen Burgsinn und Würzburg. Die Schnellfahrstrecke ist das längste zusammenhängende Neubauprojekt der Deutschen Bundesbahn. Es fehlt noch immer die Genehmigung für den Abschnitt zwischen Kassel und der hessisch-bayerischen Grenze.[13]

### Sonntag, 23. Juli 1978

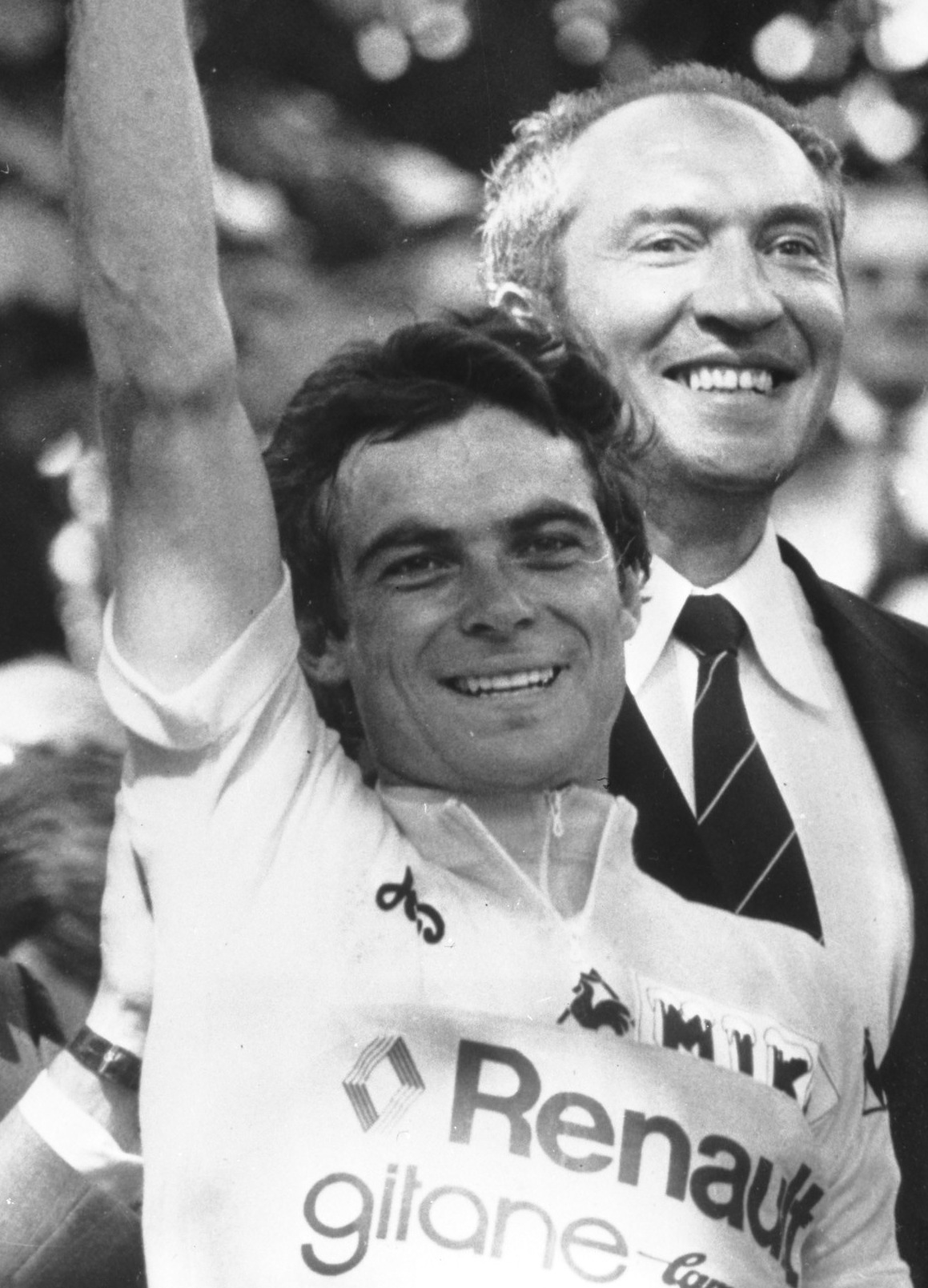
Bernard Hinault

- Paris/Frankreich: Bernard Hinault gewinnt zum ersten Mal, und als 20. Franzose, die Rad-Rundfahrt Tour de France.[14]

### Dienstag, 25. Juli 1978
- Oldham/Vereinigtes Königreich: Im Krankenhaus „Oldham and District General“ erblickt zum ersten Mal ein so genanntes „Retortenbaby“ das Licht der Welt. Das Mädchen ist gesund und erhält von ihren Eltern den Namen Louise Joy. Die englische Presse nennt es „Superbabe“.[15]

### Freitag, 28. Juli 1978
- Havanna/Kuba: Die 11. Weltfestspiele der Jugend und Studenten werden eröffnet. Die Veranstaltung des sozialistischen Weltbunds der Demokratischen Jugend findet zum ersten Mal außerhalb Europas statt.[16]

### Montag, 31. Juli 1978
- Atlantik: Die Atlantische Hurrikansaison 1978 beginnt, als sich das Tiefdruckgebiet Amelia im Golf von Mexiko wenige Kilometer östlich von Brownsville in Texas zum Tropischen Sturm verstärkt.[17]

## Weblinks

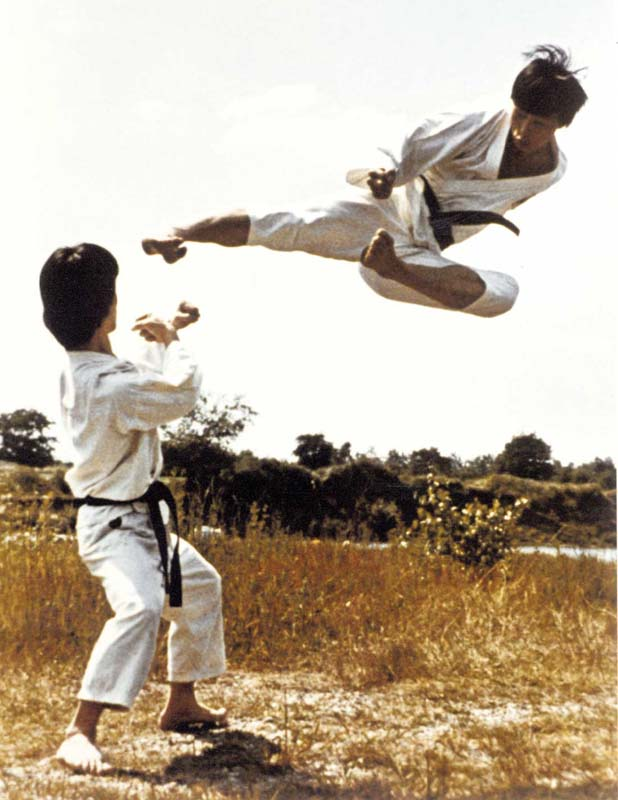
Hamburg im Juli 1978